# 英法联合主义
英法聯合或法蘭克-不列顛尼亞联盟（英語：Franco-British Union），是大不列颠及北爱尔兰联合王国和法兰西共和国形成联盟，或共同组成独立国家的政治构想。此類构想最早自二次世界大战时提出。源自兩國背後的文化淵源，以及歷史上多次形成軍事、政治聯盟或“某种意义上联合”的例子。

## 历史上的英法联合主义

### 中世紀英法恩怨史

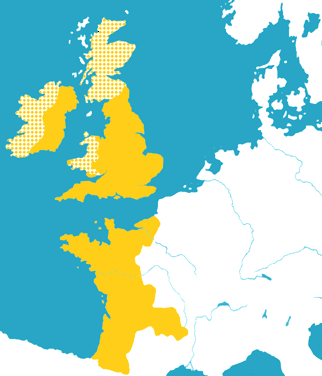
1172年安茹帝国的势力范围：实心黄色区域为安茹帝国领土，点状黄色区域为安茹帝国附庸

#### 诺曼底公爵
自诺曼征服英格兰以来，法国和英格兰之间的关系一直很密切。征服者威廉所轄諾曼底公爵領位於法國北部，儘管征服者威廉是英格兰的国王，但同时與法国王室有名義上的封建关系，如納稅、徵兵等。
然而随后一百年間引发的领土纠葛导致这种关系并不稳定，這種微妙的關係通常只有法国王室软弱时才得以维持。自1066年到1214年，英格兰在法国北部已拥有大量封地：如在诺曼底公國的基础上還有曼恩、安茹和图赖讷等伯国，以及布列塔尼公国；在1154年，英格兰国王藉由阿基坦的艾莉諾的婚姻承繼阿基坦公爵領，以及普瓦图、加斯科涅和其他附属于阿基坦的法国東南部封地，此外加上法國北方的领土，意味着英格兰国王實際控制着法蘭西領土的一半以上。這種由巧妙的封建關係形成的王國被稱爲“安茹帝国”——且這個帝國也比法國要强盛許多，儘管她名義上仍然是法蘭西王國的封臣。
與此同時，英格蘭在這段歷史期間受法國影響極大；如英國許多習慣法皆源自法國本土的法律，除此之外，法語的語法結構、單詞也影響了現代英語的形成。自诺曼征服后，七位英格蘭国王中有四位出生于法国本土，母語皆爲法語；有幾百年的時間裏，英格兰王室及其貴族階級通常會受中古英语和中古法語教育。

#### 法兰西对英格兰的王位主张
1214年的布汶战役导致这种不稳定封建关系的结束。法国国王菲利普二世借着这场战役的胜利，顺利地将英国国王约翰从法國北部领土驱逐出去（但法国南部的阿基坦公国领及部分仍被英国控制）；约翰输掉战争后，英国国内贵族發起兵变；此时法国王位推定继承人路易八世趁英国内乱乘舟渡海从温彻斯特港上岸，并与英格兰诸侯里应外合，控制了英格兰一半以上的领土。后路易在英格兰群臣的拥戴下，在圣保罗大教堂即位为“英格兰王”——尽管未曾正式加冕。但他入侵行为和王位继承并不受教宗的认可，他稍后更被教宗绝罚并被要求其立刻退位。

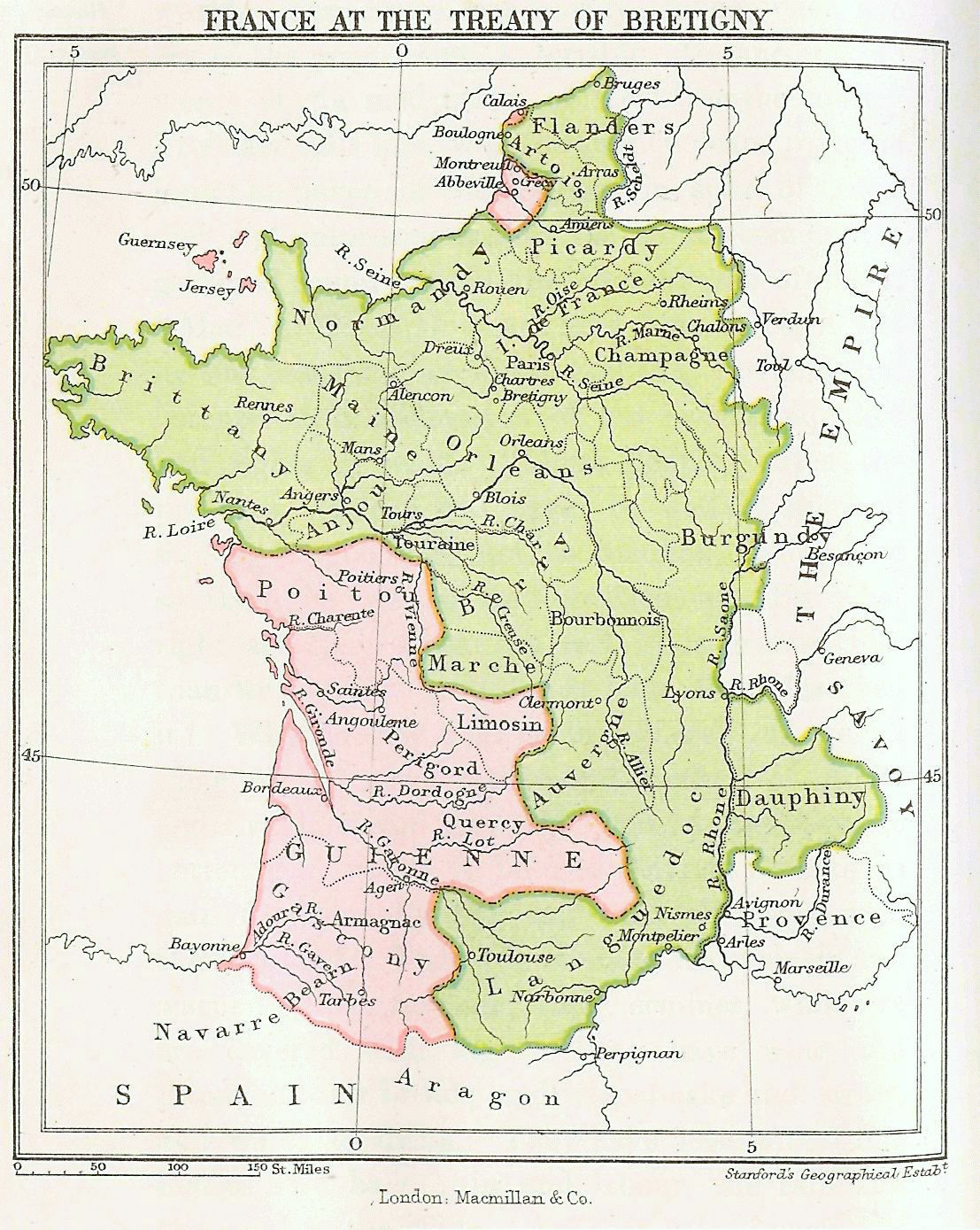
布勒丁尼條約後的法蘭西：綠色為法蘭西領土；粉色為英格蘭領土。

不过这次英格蘭貴族叛乱的主要目的只是为推翻致使英国受战败耻辱的约翰王，因此在约翰王在十月死后，群臣又叛离路易八世转而支持约翰王年方9岁的儿子——即之后的亨利三世。此时由第一代彭布罗克伯爵威廉·马歇尔摄政，马歇尔将路易视为入侵者并号召英格兰人将其驱逐出去。1217年5月20日，路易军在林肯战败，8月24日，“僧侣”尤斯塔斯率领的法兰西海军在桑德维奇战役战败，路易只得向英格兰求和。在之后签署的《兰贝思条约》规定英国王室将赦免参与叛乱的诸侯；同时以10000马克的代价换取路易承认自己不是、也未曾是英国國王。

#### 英格蘭对法兰西的王位主张
英格蘭王室對法國王位的主張源自英国国王爱德华三世的母亲——即法兰西的伊莎贝拉，卡佩王朝最后一位国王查理四世的妹妹；查理四世因无子而致使卡佩王朝的直系绝嗣，也由于继承法规定女性不可继承王位，因此他死后王位由其血缘最近的堂兄，即瓦盧瓦王朝创始者腓力六世即位。不过继承法规定虽“女性不可继承王位”但并没有明確规定“母系后代没有王位继承的资格”，伊莎贝兰借此认为爱德华身为腓力五世的外孙，对法国王位的主张合情合理。然而这对母子的主张并不受到法蘭西贵族们的认可，因此在坚持了一段时间后，爱德华也以基耶那公爵的身份（在名义上为法国封臣）承认腓力六世的王位。
不过英国与法国之间复杂的君臣关系致使两国冲突不断，终在十二年后爆发百年战争，爱德华三世更聲称瓦卢瓦王朝的王位为非法所得，在其法国南部群臣的拥护下，往后的二十年戰爭中都自称“英格兰暨法兰西国王”，直至和平條約布勒丁尼條約签订：在該合約中，爱德华三世再次承认瓦卢瓦王朝的王位合法性，同時也放弃对法国王位以及法國北部领土的主张；但条件是法国必须割让西南部全部领土以及整个基耶纳公国给与英格兰。然而得來不易的和平僅維持了九年。

阿基坦公爵黑太子愛德華是愛德華三世的王位繼承人，也是英格蘭知名統帥：黑太子愛德華在第一次卡斯蒂利亚王位继承战争中支持國王佩德罗一世，但西班牙在經歷了18年内戰已滿目瘡痍，無法支付英军已被戰爭拖垮的财政，黑太子因此回到其封地亚奎丹（阿基坦別稱）課以重稅以彌補財政。這引起了加斯科涅貴族的反抗，他們憤而入京稟告法王查理五世請求為其做主。查理五世也想借此重奪南部失地，因此他以阿基坦公爵領主的身份，要求黑太子愛德華赴巴黎受審。黑太子拒絕這一要求，表示阿基坦是英格蘭神聖不可分割的一部分，並威脅法王如果干涉南部事務將出兵巴黎。此舉這正中查理五世下懷，他借此宣稱黑太子愛德華為亂臣，其父愛德華三世也借此宣告法國王室違背布勒丁尼條約，再次重申自己對法國王位宣稱權，英法兩國因此再度開戰：從此之後，英格蘭王室直至19世紀都未曾放棄對法國王位的主張。在歷經數十年波折后，百年戰爭以法蘭西取得最終勝利告終。這場戰爭雖使得英法生靈塗炭，但同時也激起兩國民族主義興起，中世紀英法合并的嘗試也因此宣告失敗。

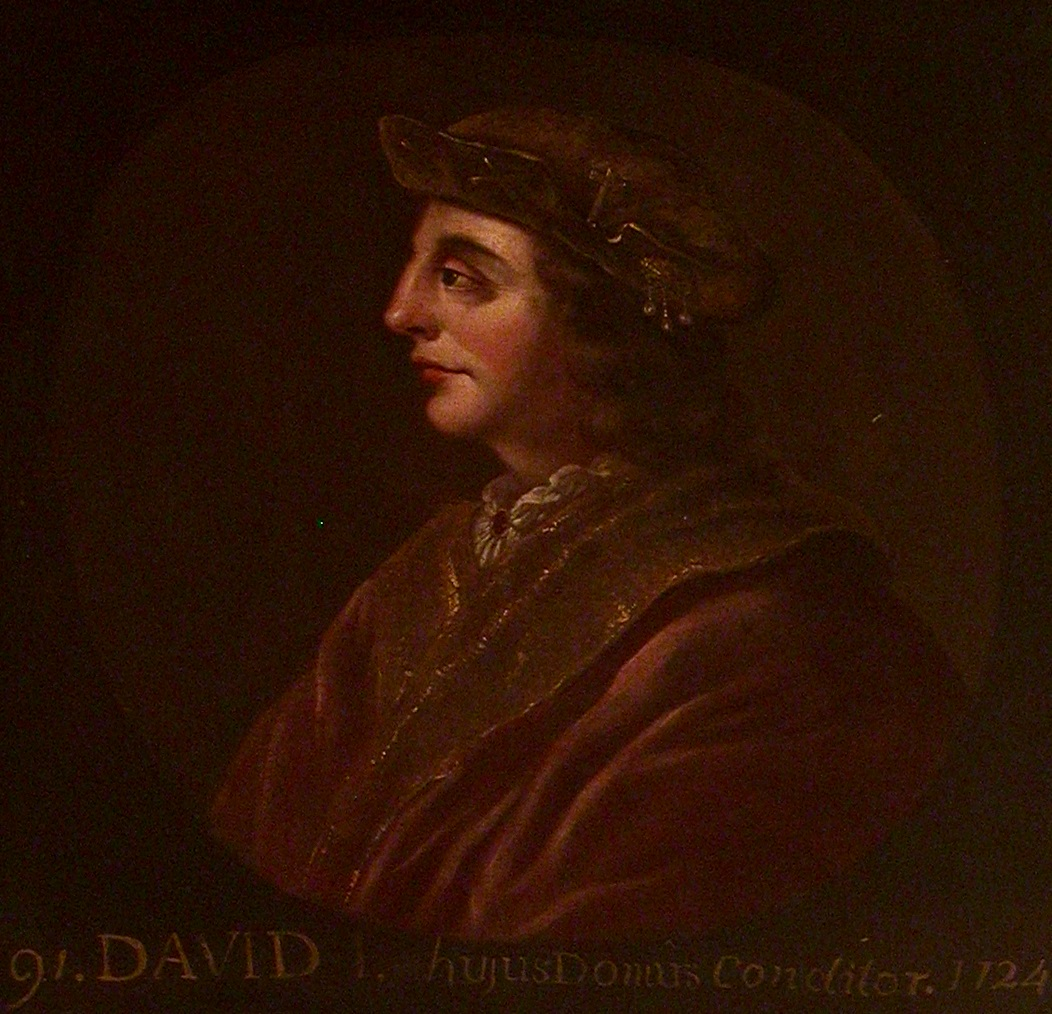
苏格兰王大卫一世主政期间与英法两国文化交流密切。且自他选择与法国加深联系后，三国之间频繁的王室联姻也使她们都对对方有一定程度的王位继承权。

#### 蘇格蘭與法蘭西
諾曼與法蘭西文化在蘇格蘭的傳播是在大衛改革時期：當時蘇格蘭國王大衛一世正推行涵括行政、宗教、经济的新政，其中大部分改革皆參照在此處影響力頗大的，以諾曼文化為基礎的英格蘭文化與法蘭西文化的大陸體系。自中世紀晚期到近現代，除了與荷蘭、斯堪的納維亞半島和波羅的海地區有經貿聯係以外，蘇格蘭及其城鎮還得益於與法國的經濟與貿易往來。大衛還鼓勵英法兩國移民來到蘇格蘭定居，而這穩定構建了一個蘇、英、法三國之間的貴族體系，在貴族之間的聯姻下，蘇格蘭與英法的關係一直很密切。然而蘇法之間的關係則更微妙，自蘇格蘭獨立戰爭始，蘇格蘭與法蘭西之間就形成事實上的同盟以對抗他們之間共同的敵人——英格蘭的金雀花王朝，這同盟也使英格蘭遭腹背受敵之窘境。
自15世紀至16世紀，蘇法兩國有著頻繁的王室聯姻：如1435年，蘇格蘭國王詹姆斯一世就將長女瑪格麗特嫁給法國王位繼承人路易十一；在他之後的詹姆斯五世連續娶了兩位法蘭西王后，其幼女瑪麗一世在他1542年去世後繼承蘇格蘭王位。在之後許多年裡，蘇格蘭一直由她的法國太后瑪麗·德·吉斯攝政統治，她更將15嵗的瑪麗一世嫁給年僅十四歲的法國國王弗朗索瓦二世：這一聯姻在政治上的意義極爲重要，因爲假設兩人誕下王位繼承人，蘇格蘭與法蘭西很可能在未來將形成共主聯邦，同時因瑪麗一世對英格蘭的王位宣稱權，這也將導致未來的法蘭西、蘇格蘭君主同時也對英格蘭有王位繼承權。然而這一構想隨著弗朗索瓦在16嵗時因病去世也成爲不可能。
儘管未能形成共主聯邦，蘇法兩國之間友好的經濟和文化交流仍在繼續，直至17世紀蘇格蘭的主流宗教信仰從天主教慢慢轉向長老宗，在宗教方面與信奉天主教的法國人時有不和。1603年，英女王伊麗莎白一世離世，她死後將愛爾蘭、英格蘭的王位傳給表侄孫，蘇格蘭王詹姆斯六世——這一事件被稱作“王室聯合”使英倫三島自安茹帝國以來再次合并為共主聯邦的同時也削弱了與法國之間的友誼。這種法蘇友誼的最後一幕是蘇格蘭哲學家亞當·斯密1764年來訪圖盧茲。

### 近現代與現代

#### 協約國
1904年，大英帝國與法蘭西第三共和國簽訂一系列軍事、政治同盟協議，共組“協約國”。這標志著兩個大國近六百年以來衝突的結束，以及和平時期的到來。時有法國哲學與歷史家費爾南·布勞岱爾將1904年至1985年期間的英法兩國稱之爲“事實上的共同體”但這種合并的思想仍然不被懷有民族主義的兩國政治領導人認可。

#### 第二次世界大战

##### 英法聯盟構想

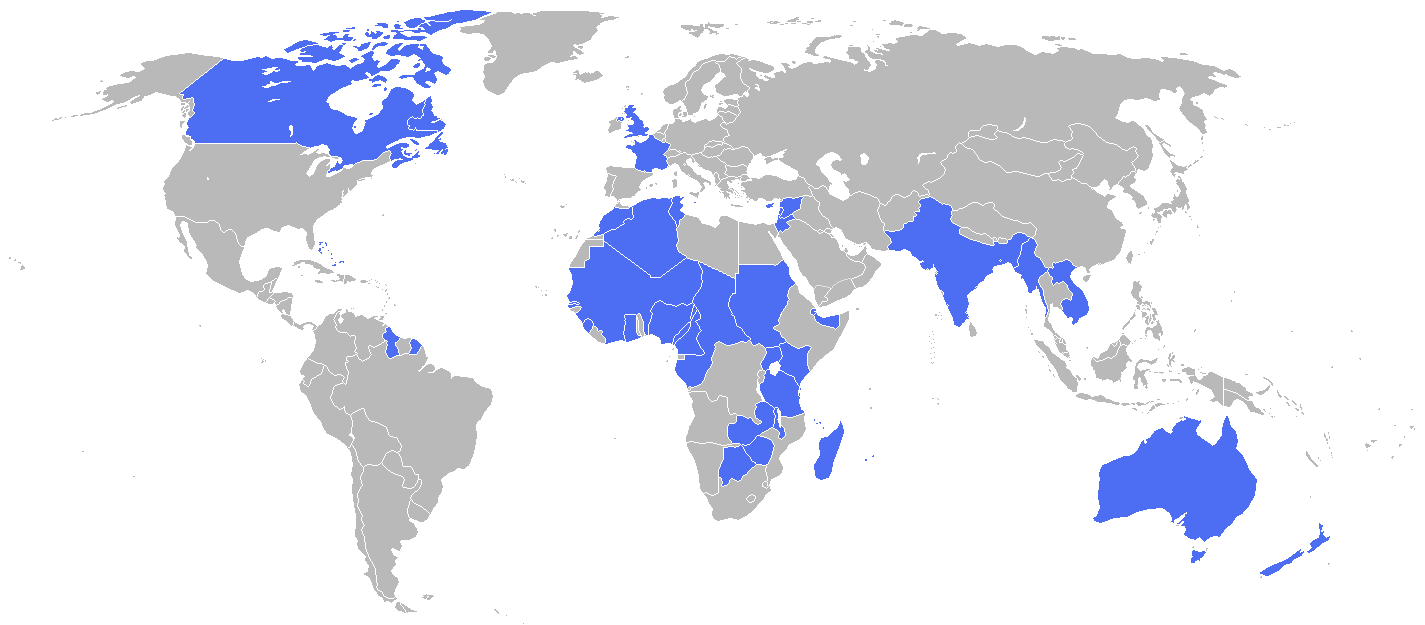
1940年《英法聯盟草案》中提到的疆域：假設英法兩國及其殖民地合并，那麽該國將成爲占有世界百分之三十五左右的土地以及百分之二十五左右的人口。

至1939年12月份，此時第二次世界大战欧洲战场已正式开启三个月有余。时任法国驻伦敦经济代表团外交官冉·莫奈被推举为英法协调委员会主席，该委员会负责协调英法两国战时经济的联合规划，直属英法最高战争委员会。冉·莫奈認爲战后的欧罗巴有必要共同组成一个主权独立的聯邦制国家——即欧罗巴合众国，而英法兩國在政治上的合并將是这一计划的重要步驟。他曾和時任英國首相張伯倫以及海軍大臣丘吉爾的助手德斯蒙德·莫顿及其他英國戰時内閣成員探討這一方案的可行性。
1940年6月份，巴黎已淪陷于德軍鐵蹄，時任法國總理保羅·雷諾面臨東北戰綫的全面潰敗；在該年三月份，保羅·雷諾曾和英國政府達成協議，兩國都不會單獨與納粹單獨媾和；然而在6月15日法國戰時内閣卻投票表決要求盡速與德國和談。儘管雷諾曾宣告“如果本土淪陷，那就從北非戰場繼續抗爭”但迫於政治壓力，他還是只能向丘吉爾提交該内閣表決案。

英國方面堅決反對法國投降，尤其擔憂法國海軍如果被納粹掌控可能會對本土構成的威脅。因此試圖讓保羅·雷諾繼續留任。6月14日，英國外交官罗伯特·万斯塔尔、德斯蒙德·莫顿與冉·莫奈等人商議起草《英法聯盟草案》，該法案如果通過，將使英法兩國在軍事、經濟、政治上的完全統一。他們希望借此法案能夠説服法國内閣支持保羅·雷諾繼續領導法國。1940年6月16日，英國下議院投票支持將英法兩國合并以“捍衛共同的正義和自由”，丘吉爾也對這一提議表態支持。

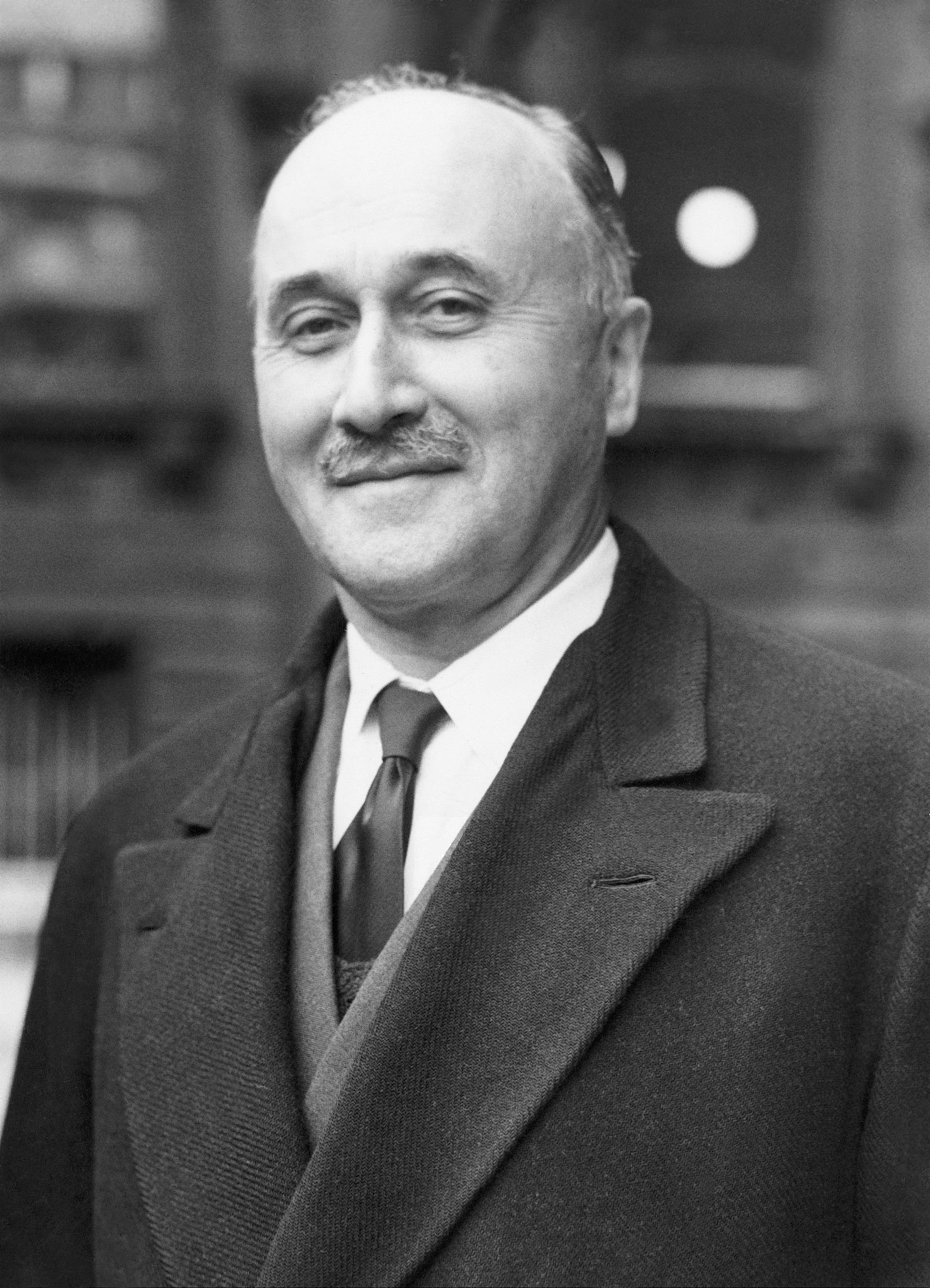
让·莫奈，欧洲一体化之父，于战争期间起草英法联盟草案

次日，因巴黎淪陷而撤退到臨時首都波爾多的雷諾正與主和派菲利普·貝當元帥、法軍總參謀長馬克西姆·韦冈将军等人正爲是否要向德國投降爭論地十分激烈。當時國防部副部長兼法國駐英國代表——夏爾·戴高樂向雷諾致電轉達英法聯盟提議案，他在電話中的第一句話便是：
“[...]我先前拜訪了丘吉爾首相。就英法兩國的總體而言，某些重大之事正在進行。丘吉爾提議認爲英法兩國可以合并成一個單一制的政府。而您，總理閣下將可成爲英法聯合内閣的主席。”
據一位當事人透露，保羅·雷諾一聼到這句話便“眉毛高升，甚至同他梳理過的頭髮都難以區分”戴高樂下面提到兩國合並的具體事宜：
英法兩國首先在政治方面會合并，如兩國内閣、議會（英國國會、法國國會）；其次是海陸軍之間的合并，這樣將不會導致法國海軍在投降后對英國本島構成威脅；最後可匯集兩國及其殖民地的資源，保證能源供給不斷。英法聯盟的戰時首都將設在倫敦。盟約將在得到兩國領袖批准後，在康卡斯特簽訂。
然而就在該提議轉達后不久就引起了法國内閣成員的大多數反對：他們認爲該提案目的是强迫法國人向英國倫敦臣服；在當日下午5點的內閣會議上，多位内閣成員批評這是英國竊取其殖民地的 “城下之盟”或“卑鄙的陰謀”，貝當將軍對此議案認爲「英國注定滅亡。合併等於與屍體為伍。」更有一位内閣成員斥責道“法蘭西就算是成爲納粹的一個大区，也遠比成爲英國的一個自治領要好”。而雷諾的情婦海倫·德·波特認為假設盟約簽訂，則無異於步上巴伐利亞的伊莎貝爾的後塵（巴伐利亚的伊萨博為中世紀法國王太后，百年戰爭期間曾迫使丈夫查理六世將王位繼承權讓與英國國王亨利五世）。儘管時任法國總統勒布伦等人表態支持，但内閣的反對意見使雷諾深感大勢已去；他因此在當晚辭去總理職務，主和派的貝當也隨即被勒布朗任命為總理，即刻負責與德國方面商議停戰事宜。
戴高樂將軍在他的《戰爭回憶錄》中曾對這聯盟的性質評論道：“嚴格來説...這聯盟並不是一個要被嚴肅對待的提案，（它成立的目的）主要是鼓舞那些希望能繼續戰鬥的人們”他繼續寫道：“丘吉爾和我都沒保有任何的幻想”歷史學家朱利安·T·傑克遜認爲戴高樂的描述“既對也錯”：這協議性質本身不是空幻的，它確實存在；然而戴高樂和丘吉爾也的確沒有保有任何幻想，因爲該盟約的象徵性質更大於政治上的意義。也有評論認爲如果這項議案的提交早於6月18日前幾天，雷諾内閣可能會更加慎重地考慮。

##### 《英法聯盟草案》
戴高乐将军轉達總理保罗·雷诺的英法聯盟照会文本措辞如下：
在決定此現代世界命運存亡之秋，法蘭西共和國政府和聯合王國政府共同發表了這一神聖不可分割的聯盟宣言，並宣佈他們將繼續捍衛正義和自由，對抗那使人淪為傀儡和奴隸的暴政——而這一決心將永遠不會動搖。
兩國政府在此宣佈，法國和英國不再是兩個不同的國家，而是一個聯盟。根據聯盟的基本憲法將設立單一的政府機構，負責國防和外交政策。每一位法國公民都將立即享有英國公民權；而每一位英國國民都將成為法國公民。兩國應共同承擔在其領土上可能發生的戰爭所造成破壞的負擔，其資源應共同、平等地用於恢復其所造成的破壞。
在戰爭期間，兩國内閣將合并爲一個戰時內閣，英法兩國的所有陸上、海洋和空中軍隊都應置於其領導之下。該內閣將治理其一切所轄之地；兩國議會也應合并為一個共同議會。大英帝國已正式組建新的軍隊，而法國也會繼續維繫其在陸上、海洋和空中的抵抗。我們的聯盟呼籲美利堅合衆國加强其經濟資源，並為共同的正義事業提供其強大的物質援助。無論這場戰爭進行到何種地步，我們都將戰鬥到底。

我們將贏得最終的勝利。
法語原文：
-{À l'heure de péril où se décide la destinée du monde moderne, les gouvernements de la République française et du Royaume-Uni font cette déclaration d'Union indissoluble et proclament leur inébranlable résolution de continuer à défendre la Justice et la Liberté contre l'asservissement à un régime qui abaisse l'homme à vivre une vie d'automate et d'esclave.
Les deux gouvernements déclarent que la France et la Grande-Bretagne ne sont plus désormais deux nations, mais une Union franco-britannique.
La Constitution de l'Union instituera des organes communs, pour la défense et la direction de la politique extérieure.
Chaque citoyen français jouira immédiatement de la nationalité britannique, chaque sujet anglais deviendra citoyen français.
Les deux pays porteront ensemble la charge de réparer les dévastations de la guerre en quelque point de leur territoire qu'elles aient eu lieu, et leurs ressources communes serviront également à cette réparation.
Pendant la guerre, il n'y aura qu'un seul cabinet de guerre et toutes les forces de l'Angleterre et de la France, sur terre, sur mer et dans les airs, seront placées sous sa direction. Le cabinet gouvernera d'où il pourra.
Les deux Parlements seront formellement associés.
Les nations de l'Empire Britannique forment déjà de nouvelles armées et la France maintiendra ses forces sur terre, sur mer et dans l'air.
L'Union fait appel aux États-Unis pour qu'ils renforcent les ressources économiques des Alliés et pour qu'ils apportent leur puissante aide matérielle à la cause commune.
L'Union concentrera toutes ses énergies contre la puissance de l'ennemi en quelque lieu que la bataille se poursuive.
Et ainsi nous vaincrons.}-

#### 联合邮票发行项目
1939年底，英法的政治家们觉得两国政府应该发行共同的邮票，以彰显战时亲密的友谊及联盟之决心。在某次中广播节目中，法国作家及政府信息专员让·吉罗杜（Jean Giraudoux）提议使用英王徽及高卢雄鸡来制作联合邮票，这一观点随后被英国《泰晤士报》转述。而想法被两国邮政部长正式采纳并启动该项目。
法国人亨利·谢弗（Henry Cheffer）提供了初版大号邮票草案设计：左边是为英国国王乔治六世肖像，右边是法国总统阿尔贝·勒布伦肖像，两人身着正式礼服，且两者皆为国民的象征。在周围充满了各类使人联想起两国军事及经济实力的隐喻和符号：乔治六世背景是英国皇家海军，总统的背后是法国丰厚的农业基实。之后旅英法国人埃德蒙·杜拉克（Edmund Dulac）对初版设计方案进行了修正，使其可以很容易地用照相制版印刷发行。
计划联合发行的邮票面额为2.5便士或2.5法郎，并允许在寄望国外的信件上贴上该邮票。然而随菲利浦·贝当等主和派上台，这一计划不得不摈弃，使该邮票的发行成为一个未启动的项目。目前一些测试的硬刷模具保存于两国的邮政博物馆。

#### 苏伊士运河危机期间
在二战后的1956年爆发苏伊士运河危机，这一次危机致使英法两国又一次团结。同时英法特别工作组成立，以负责危机期间的两国国防及情报交流。时任法国总理居伊·摩勒为应对危机曾向英国政府提议组成一个共同的主权国家，并由伊丽莎白二世担任国家元首和英法两国的共同国民代表。若有认为是项提案有激进疑虑也有替代方案；比如法兰西加入英联邦。而时任英国首相安东尼·艾登拒绝了这两项提议。随法国加入《罗马条约》，这一条约创立欧洲经济共同体，在加强法国、意大利及德国合作的同时，也削弱了共组英法联盟的可能性。不过随后英国加入欧盟（直至2020年退欧），在经济合作方面则同法国有进一步发展。

摩勒的两项提案在当时并没有被直接的正式提出。上述的资料自1956年起便一直保密至二十世纪。2007年1月15日，摩勒的提案在BBC网络广播公司作家麦克·汤玛逊的部落格首次公开披露。针对这一项议案本身，两国媒体对其多有戏虐性陈述；比如BBC就自创新词“法格兰”（ 即Frangleterre；“France”与Angleterre合并而成，Angleterre在是法语中的 "英格兰"）。作为揭露方的英国广播公司事后表示，摩勒的提议源于最近英国政府解密的历史档案，但不认为法国会有这类档案文件存在。2007年1月16日，在法国国会议事转播节目中，法国记者克里斯汀·科勒尔向时任法国内政部长沙尔·帕斯夸询问了莫莱1956年的提案，而帕斯夸对此回答到：
“若他这一提案胆敢正式提出，我想他将以叛国罪送上最高法院”。

## 延申参见
- 英法关系
- 英国对法兰西的王位宣称